# Rémy Marginet

a Compétitions nationales et continentales officielles uniquement.

b Matchs officiels uniquement.
Rémy Marginet, né le 27 mai 1989, est un joueur de rugby à XIII français évoluant au poste de demi d'ouverture. Il effectue l'essentiel de sa carrière en France à Saint-Estève XIII Catalan, Palau-sur-Vidre et Lézignan. Il également disputé la Super League avec les Dragons Catalans. Il a également tenté une expérience en Angleterre sous le maillot de Featherstone et sheffield . Il est également international français.

## Biographie
Il est retenu dans la liste des vingt-quatre joueurs sélectionnés pour disputer la Coupe du monde 2017.

## Palmarès
- Collectif :
  - Vainqueur du Championnat de France : 2021 (Lézignan).
  - Vainqueur de la Coupe de France : 2016 (Saint-Estève XIII Catalan).
  - Finaliste du Championnat de France : 2017 (Lézignan).
  - Finaliste de la Coupe de France : 2017 (Lézignan).

### Détails

#### En sélection
| Matchs internationaux de Rémy Marginet | Matchs internationaux de Rémy Marginet | Matchs internationaux de Rémy Marginet | Matchs internationaux de Rémy Marginet | Matchs internationaux de Rémy Marginet | Matchs internationaux de Rémy Marginet | Matchs internationaux de Rémy Marginet | Matchs internationaux de Rémy Marginet | Matchs internationaux de Rémy Marginet | Matchs internationaux de Rémy Marginet | Matchs internationaux de Rémy Marginet | Matchs internationaux de Rémy Marginet |
|                                        | Date                                   | Adversaire                             | Résultat                               | Compétition                            | Poste                                  | Points                                 | Essais                                 | Pen.                                   | Drops                                  |                                        |                                        |
| -------------------------------------- | -------------------------------------- | -------------------------------------- | -------------------------------------- | -------------------------------------- | -------------------------------------- | -------------------------------------- | -------------------------------------- | -------------------------------------- | -------------------------------------- | -------------------------------------- | -------------------------------------- |
| sous les couleurs de la France         |                                        |                                        |                                        |                                        |                                        |                                        |                                        |                                        |                                        |                                        |                                        |
| 1.                                     | 18 octobre 2014                        | Irlande                                | 22-12                                  | Coupe d'Europe                         | Remplaçant                             | 4                                      | 0                                      | 2                                      | 0                                      |                                        |                                        |
| 2.                                     | 25 octobre 2014                        | Pays de Galles                         | 42-22                                  | Coupe d'Europe                         | Demi de mêlée                          | 22                                     | 2                                      | 7                                      | 0                                      |                                        |                                        |
| 3.                                     | 31 octobre 2014                        | Écosse                                 | 22-38                                  | Coupe d'Europe                         | Demi de mêlée                          | 22                                     | 3                                      | 5                                      | 0                                      |                                        |                                        |
| 4.                                     | 17 octobre 2015                        | Irlande                                | 31-14                                  | Coupe d'Europe                         | Demi de mêlée                          | 6                                      | 0                                      | 3                                      | 0                                      |                                        |                                        |
| 5.                                     | 24 octobre 2015                        | Angleterre                             | 4-84                                   | Amical                                 | Demi de mêlée                          | 0                                      | 0                                      | 0                                      | 0                                      |                                        |                                        |
| 6.                                     | 7 novembre 2015                        | Écosse                                 | 32-18                                  | Coupe d'Europe                         | Demi de mêlée                          | 4                                      | 0                                      | 2                                      | 0                                      |                                        |                                        |
| 7.                                     | 3 novembre 2017                        | Australie                              | 6-52                                   | Coupe du monde                         | Demi de mêlée                          | 2                                      | 0                                      | 0                                      | 0                                      |                                        |                                        |

### En club
| Saison    | Club                      | Compétition           | Matchs | Points | Essais | Goals | Drops |
| --------- | ------------------------- | --------------------- | ------ | ------ | ------ | ----- | ----- |
| 2007-2008 | Saint-Estève XIII Catalan | Championnat de France | 5      | 26     | 1      | 11    | -     |
| 2008-2009 | Saint-Estève XIII Catalan | Championnat de France | -      | -      | -      | -     | -     |
| 2009-2010 | Dragons Catalans          | Championnat de France | 2      | 18     | -      | -     | -     |
| 2010-2011 | Saint-Estève XIII Catalan | Championnat de France | 20     | 138    | 3      | 63    |       |
| 2011-2012 | Saint-Estève XIII Catalan | Championnat de France | 11     | 56     | 28     | -     |       |
| 2012-2013 | Dragons Catalans          | Championnat de France | -      | -      | -      | -     | -     |
| 2013-2014 | Palau                     | Championnat de France | 12     | 104    | 9      | 34    | -     |
| 2014-2015 | Palau                     | Championnat de France | 12     | 54     | 1      | 26    | -     |
| 2014-2015 | Featherstone Rovers       | League 1              | 12     | 42     | 8      | 1     | 2     |
| 2015-2016 | Saint-Estève XIII Catalan | Championnat de France | 19     | 178    | 10     | 69    | -     |
| 2016-2017 | Lézignan                  | Championnat de France | 19     | 219    | 9      | 91    | 1     |
| 2016-2017 | Sheffield Eagles          | Championship          | 3      | -      | -      | -     | -     |
| 2017-2018 | Palau                     | Championnat de France | 12     | 100    | 6      | 37    | 1     |
| 2018-2019 | Newcastle Thunder         | League 1              | 7      | 16     | 1      | 6     | -     |
| 2019-2020 | Lézignan                  | Championnat de France | 12     | 116    | 3      | 53    | -     |
| 2020-2021 | Lézignan                  | Championnat de France | 8      | 78     | 1      | 37    | -     |